# Alicia Ivanissevich
Alicia Ivanissevich est une journaliste argentine résidant au Brésil. Elle est éditrice en chef de la revue Ciência Hoje (en), dès 1997,et y exerce le rôle de reporter et coordinatrice de reportage. De 1992 à 1997, elle est reporter puis éditrice de sciences à Jornal do Brasil. En 2008, Ivanissevich reçoit le Prix José Reis.
Diplômée de journalisme à l'Universidade Federal do Rio de Janeiro, en 1985, elle se spécialise en diffusion scientifique au Wellcome Centre for Human Neuroimaging (en) à Londres, en Angleterre (1996),.